# 顶丝藻目
顶丝藻目（学名：Acrochaetiales）为真红藻纲的一个目。

## 下级分类
本目包括以下科：
- 顶丝藻科 Audouinellaceae
- Ottiaceae
- 红线藻科 Rhodochortonaceae